# Ramon Pallicé i Torrell
Ramon Pallicé i Torrell (Reus, 1928 - 7 de febrer de 2024), va ser un advocat i escriptor en català.
Es va llicenciar en Dret per la Universitat de Barcelona i era tècnic en relacions públiques per l'Escola Superior de Relacions Públiques. Va escriure poemes i narracions, en gran part inèdites i va col·laborar en diverses revistes amb articles i crítica de cinema. va ser també guionista de pel·lícules. El 1979 va quedar quart-finalista al premi Sant Jordi amb l'obra que va publicar el 1982, Cap de brot, relat ambientat en el Reus de la Guerra Gran i l'actuació del Carrasclet i el 2004 va publicar una altra obra, Els persistents, ambientada a finals del segle xviii i una mena de continuació de l'anterior.
Ramon Pallicé es va dedicar a la seva activitat professional al seu despatx de la Plaça de Prim de Reus i fins al final de la seva vida va continuar escrivint contes i una nova novel·la al seu mas prop de Reus.

## Obres
- Cap de Brot. Barcelona: Laia, 1982 amb una reimpressió a Reus: Pragma, 2006.
- Els Persistents. Tarragona: Arola, 2004.